# هارولد ویلسون (ورزشکار)
هارولد ویلسون (انگلیسی: Harold Wilson؛ ۱۵ ژانویه ۱۹۰۳ – ۲ مهٔ ۱۹۸۱) قایقران روئینگ اهل ایالات متحده آمریکا بود.
وی در مسابقات کشوری و بین‌المللی در مجموع برندهٔ ۱ مدال برنز شده‌است.